# Frank Sorge
Frank Sorge (* 6. Juni 1947 in Rödlitz) ist ein ehemaliger deutscher Fußballspieler. In der höchsten Spielklasse des DDR-Fußballs, der Oberliga, spielte er für den FC Karl-Marx-Stadt.

## Sportliche Laufbahn
Frank Sorge begann in seinem Geburtsort Rödlitz mit dem Fußball. Im April 1965 kam er zum FC Karl-Marx-Stadt. Mit 20 Jahren schaffte er den Sprung in die Mannschaft des amtierenden DDR-Meisters. Sein Debüt in der höchsten Spielklasse des DDR-Fußballs gab das Talent am 8. Spieltag der Saison 1967/68 zu Hause gegen den 1. FC Union Berlin (3:2).
Der Werkzeugmacher spielte zu Beginn seiner Oberligakarriere im Mittelfeld. Später wurde Sorge als Verteidiger eingesetzt. Für seine Spielweise erhielt Sorge, der zwischenzeitlich auch die Kapitänsbinde des FCK trug, den Spitznamen Eisenfuß. Bis zu seinem Karriereende spielte er auf den Positionen des Liberos und des Vorstoppers.
Seine letzte Oberligapartie bestritt Frank Sorge am vorletzten Spieltag der Saison 1980/81 am 23. Mai 1981 bei Sachsenring Zwickau (0:1). Nach der Halbzeitpause wurde er gegen Gerd Pelz ausgewechselt. Zwischen 1967 und 1981 absolvierte Sorge insgesamt 272 Oberligaspiele und erzielte dabei 28 Tore. Zwischen 1981 und 1985 war der Defensivspieler für die BSG Aufbau (dkk) Krumhermersdorf aktiv.

## Weiterer Werdegang
Als Trainer agierte Sorge beim FSV Krumhermersdorf. Im Zuge der Insolvenz des Chemnitzer FC wurde Frank Sorge am 17. Mai 2019 vom Amtsgericht Chemnitz gemeinsam mit der Juristin Annette Neuerburg zum CFC-Notvorstand mit Amtszeit bis zum 31. August 2019 bestellt. Kurz vor Ende der Amtszeit gab Sorge bekannt, nicht mehr für ein weiteres Engagement im Notvorstand zur Verfügung zu stehen.